# Дмитріївка (Безенчуцький район)
Дмитріївка (рос. Дмитриевка) — присілок в Безенчуцькому районі Самарської області Російської Федерації.
Населення становить 34 особи. Входить до складу муніципального утворення міське поселення Безенчук.

## Історія
Населений пункт розташований у межах українського етнічного та культурного краю Жовтий Клин.
Від 2005 року входило до складу муніципального утворення міське поселення Безенчук.

## Населення
| 2010 | 2012 | 2013 | 2014 | 2015 | 2016 |
| ---- | ---- | ---- | ---- | ---- | ---- |
| 37   | ↘33  | ↘30  | ↘29  | ↗30  | ↗34  |